# Dear Agony
Dear Agony — четвертий студійний альбом американського рок-гурту Breaking Benjamin. Реліз відбувся 29 вересня 2009 року.

## Список композицій
Автор музики і слів Бенджамін Бернлі, окрім "I Will Not Bow", "Hopeless", "Lights Out" та "Without You", автором яких є Бенджамін Бернлі та Язен Раух. 
| #     | Назва                  | Тривалість |
| ----- | ---------------------- | ---------- |
| 1.    | «Fade Away»            | 3:16       |
| 2.    | «I Will Not Bow»       | 3:36       |
| 3.    | «Crawl»                | 3:58       |
| 4.    | «Give Me a Sign»       | 4:17       |
| 5.    | «Hopeless»             | 3:20       |
| 6.    | «What Lies Beneath»    | 3:34       |
| 7.    | «Anthem of the Angels» | 4:02       |
| 8.    | «Lights Out»           | 3:33       |
| 9.    | «Dear Agony»           | 4:18       |
| 10.   | «Into the Nothing»     | 3:43       |
| 11.   | «Without You»          | 4:18       |
| 41:55 |                        |            |

| Японське видання (бонусні треки) | Японське видання (бонусні треки) | Японське видання (бонусні треки) |
| #                                | Назва                            | Тривалість                       |
| -------------------------------- | -------------------------------- | -------------------------------- |
| 12.                              | «Without You» (акустика)         | 3:42                             |
| 13.                              | «Give Me a Sign» (акустика)      | 4:16                             |
| 49:53                            |                                  |                                  |

## Чарти
| Чарт (2009)                            | Позиція |
| -------------------------------------- | ------- |
| Канада Canadian Albums Chart           | 13      |
| Нова Зеландія New Zealand Albums Chart | 22      |
| Японія Japanese Albums Chart           | 216     |
| США Billboard 200                      | 4       |
| США Top Alternative Albums (Billboard) | 2       |
| США Digital Albums (Billboard)         | 2       |
| США Top Hard Rock Albums (Billboard)   | 1       |
| США Top Rock Albums (Billboard)        | 1       |
| США Top Tastemaker Albums (Billboard)  | 2       |

## Учасники запису
Breaking Benjamin
- Бенджамін Бернлі — вокал, ритм-гітара
- Аарон Фінк — електрогітара
- Марк Клепаскі — бас-гітара
- Чад Селіга — ударні